# Leichtathletik-Afrikameisterschaften 2008
Die 16. Leichtathletik-Afrikameisterschaften fanden vom 30. April bis 3. Mai 2008 im Addis-Abeba-Stadion in der äthiopischen Hauptstadt Addis Abeba statt. Wettbewerbe wurden in jeweils 22 Disziplinen für Männer und Frauen ausgetragen. Insgesamt nahmen 645 Athleten aus 45 Ländern teil.

## Resultate

### 100 m
| Platz | Athlet          | Land | Zeit (s) |
| ----- | --------------- | ---- | -------- |
| 1     | Olusoji Fasuba  | NGR  | 10,10    |
| 2     | Uchenna Emedolu | NGR  | 10,21    |
| 3     | Hannes Dreyer   | RSA  | 10,24    |

| Platz | Athletin          | Land | Zeit (s) |
| ----- | ----------------- | ---- | -------- |
| 1     | Oludamola Osayomi | NGR  | 11,22    |
| 2     | Vida Anim         | GHA  | 11,43    |
| 3     | Delphine Atangana | CMR  | 11,46    |

### 200 m
| Platz | Athlet           | Land | Zeit (s)  |
| ----- | ---------------- | ---- | --------- |
| 1     | Thuso Mpuang     | RSA  | 20,53     |
| 2     | Stéphan Buckland | MRI  | 20,62     |
| 3     | Fanuel Kenosi    | BOT  | 20,72 (N) |

| Platz | Athletin          | Land | Zeit (s)  |
| ----- | ----------------- | ---- | --------- |
| 1     | Isabel Le Roux    | RSA  | 22,69     |
| 2     | Kadiatou Camara   | MLI  | 22,70 (N) |
| 3     | Oludamola Osayomi | NGR  | 22,83     |

### 400 m
| Platz | Athlet                | Land | Zeit (s) |
| ----- | --------------------- | ---- | -------- |
| 1     | Nagmeldin Ali Abubakr | SUD  | 45,64    |
| 2     | Isaac Makwala         | BOT  | 45,64    |
| 3     | James Godday          | NGR  | 45,77    |

| Platz | Athletin         | Land | Zeit (s)  |
| ----- | ---------------- | ---- | --------- |
| 1     | Amantle Montsho  | BOT  | 49,83 (C) |
| 2     | Folashade Abugan | NGR  | 50,89     |
| 3     | Racheal Nachula  | ZAM  | 51,39 (N) |

### 800 m
| Platz | Athlet               | Land | Zeit (min)  |
| ----- | -------------------- | ---- | ----------- |
| 1     | David Lekuta Rudisha | KEN  | 1:44,20 (C) |
| 2     | Ismail Ahmed Ismail  | SUD  | 1:45,41     |
| 3     | Asbel Kiprop         | KEN  | 1:46,02     |

| Platz | Athletin               | Land | Zeit (min) |
| ----- | ---------------------- | ---- | ---------- |
| 1     | Pamela Jelimo          | KEN  | 1:58,70    |
| 2     | Maria de Lurdes Mutola | MOZ  | 2:00,47    |
| 3     | Agnes Samaria          | NAM  | 2:00,62    |

### 1500 m
| Platz | Athlet               | Land | Zeit (min) |
| ----- | -------------------- | ---- | ---------- |
| 1     | Haron Keitany        | KEN  | 3:43,47    |
| 2     | Isaac Kiprono Songok | KEN  | 3:43,56    |
| 3     | Juan van Deventer    | RSA  | 3:43,63    |

| Platz | Athletin        | Land | Zeit (min)  |
| ----- | --------------- | ---- | ----------- |
| 1     | Gelete Burka    | ETH  | 4:08,25 (C) |
| 2     | Maskerem Assefa | ETH  | 4:10,40     |
| 3     | Agnes Samaria   | NAM  | 4:13,91     |

### 5000 m
| Platz | Athlet          | Land | Zeit (min) |
| ----- | --------------- | ---- | ---------- |
| 1     | Kenenisa Bekele | ETH  | 13:49,67   |
| 2     | Isaac Songok    | KEN  | 13:49,91   |
| 3     | Ali Abdosh      | ETH  | 13:50,64   |

| Platz | Athletin               | Land | Zeit (min) |
| ----- | ---------------------- | ---- | ---------- |
| 1     | Meselech Melkamu       | ETH  | 15:49,81   |
| 2     | Meseret Defar          | ETH  | 15:50,19   |
| 3     | Grace Kwamboka Momanyi | KEN  | 15:50,19   |

### 10.000 m
| Platz | Athlet                    | Land | Zeit (min) |
| ----- | ------------------------- | ---- | ---------- |
| 1     | Gebregziabher Gebremariam | ETH  | 28:17,11   |
| 2     | Ibrahim Jeilan            | ETH  | 28:30,66   |
| 3     | Eshetu Wondemu            | ETH  | 28:56,36   |

| Platz | Athletin         | Land | Zeit (min) |
| ----- | ---------------- | ---- | ---------- |
| 1     | Tirunesh Dibaba  | ETH  | 32:49,08   |
| 2     | Ejegayehu Dibaba | ETH  | 32:50,36   |
| 3     | Wude Ayalew      | ETH  | 32:55,17   |

### 110 m/100 m Hürden
| Platz | Athlet         | Land | Zeit (s) |
| ----- | -------------- | ---- | -------- |
| 1     | Hennie Kotze   | RSA  | 13,95    |
| 2     | Samuel Okon    | NGR  | 14,08    |
| 3     | Selim Nurudeen | NGR  | 14,27    |

| Platz | Athletin            | Land | Zeit (s)  |
| ----- | ------------------- | ---- | --------- |
| 1     | Fatmata Fofanah     | GUI  | 13,10 (N) |
| 2     | Olutoyin Augustus   | NGR  | 13,12     |
| 3     | Carole Kaboud Mebam | CMR  | 13,52     |

### 400 m Hürden
| Platz | Athlet                  | Land | Zeit (s)  |
| ----- | ----------------------- | ---- | --------- |
| 1     | L. J. van Zyl           | RSA  | 48,91     |
| 2     | Abderahmane Hamadi      | ALG  | 49,84 (N) |
| 3     | Ibrahim Abdoulaye Maïga | MLI  | 49,84 (N) |

| Platz | Athletin             | Land | Zeit (s) |
| ----- | -------------------- | ---- | -------- |
| 1     | Muizat Ajoke Odumosu | NGR  | 55,92    |
| 2     | Lamiae Lhabze        | MAR  | 56,07    |
| 3     | Aïssata Soulama      | BUR  | 56,13    |

### 3000 m Hindernis
| Platz | Athlet                      | Land | Zeit (min) |
| ----- | --------------------------- | ---- | ---------- |
| 1     | Richard Kipkemboi Mateelong | KEN  | 8:31,61    |
| 2     | Michael Kipkorir Kipyego    | KEN  | 8:32,94    |
| 3     | Willy Rutto Komen           | KEN  | 8:41,98    |

| Platz | Athletin              | Land | Zeit (min)  |
| ----- | --------------------- | ---- | ----------- |
| 1     | Zemzem Ahmed          | ETH  | 9:44,58 (C) |
| 2     | Mekdes Bekele         | ETH  | 9:59,52     |
| 3     | Ruth Bisibori Nyangau | KEN  | 10:00,18    |

### 20 km Gehen
| Platz | Athlet          | Land | Zeit (h)    |
| ----- | --------------- | ---- | ----------- |
| 1     | Mohamed Ameur   | ALG  | 1:22:55 (C) |
| 2     | Hichem Medjeber | ALG  | 1:23:29     |
| 3     | Hassanine Sebai | TUN  | 1:23:58     |

| Platz | Athletin             | Land | Zeit (h)    |
| ----- | -------------------- | ---- | ----------- |
| 1     | Grace Wanjiru Njue   | KEN  | 1:39:50 (C) |
| 2     | Arasa Asnaksh Abissa | ETH  | 1:40:12     |
| 3     | Mary Njoki           | KEN  | 1:41:15     |

### Hochsprung
| Platz | Athlet            | Land | Höhe (m) |
| ----- | ----------------- | ---- | -------- |
| 1     | Kabelo Kgosiemang | BOT  | 2,34 (N) |
| 2     | Mohammed Benhadja | ALG  | 2,18     |
| 3     | Boubacar Séré     | BUR  | 2,18     |

| Platz | Athletin            | Land | Höhe (m) |
| ----- | ------------------- | ---- | -------- |
| 1     | Anika Smit          | RSA  | 1,88     |
| 2     | Marcoleen Pretorius | RSA  | 1,84     |
| 3     | Marizca Gertenbach  | RSA  | 1,84     |

### Weitsprung
| Platz | Athlet           | Land | Weite (m) |
| ----- | ---------------- | ---- | --------- |
| 1     | Yahya Berrabah   | MAR  | 8,04      |
| 2     | Jonathan Chimier | MRI  | 7,99      |
| 3     | Stephan Louw     | NAM  | 7,98      |

| Platz | Athletin       | Land | Weite (m) |
| ----- | -------------- | ---- | --------- |
| 1     | Janice Josephs | RSA  | 6,64      |
| 2     | Chinaza Amadi  | NGR  | 6,31      |
| 3     | Patricia Soman | CIV  | 6,13      |

### Dreisprung
| Platz | Athlet             | Land | Weite (m) |
| ----- | ------------------ | ---- | --------- |
| 1     | Ndiss Kaba Badji   | SEN  | 17,07 (N) |
| 2     | Hugo Mamba-Schlick | CMR  | 16,92 (N) |
| 3     | Tarik Bouguetaïb   | MAR  | 16,82     |

| Platz | Athletin          | Land | Weite (m) |
| ----- | ----------------- | ---- | --------- |
| 1     | Françoise Mbango  | CMR  | 14,76     |
| 2     | Yamilé Aldama     | SUD  | 14,36     |
| 3     | Chinonye Ohadugha | NGR  | 14,14     |

### Stabhochsprung
| Platz | Athlet           | Land | Höhe (m) |
| ----- | ---------------- | ---- | -------- |
| 1     | Mouhsin Cheouari | MAR  | 4,80     |
| 2     | Larbi Bourrada   | ALG  | 4,50     |
| 3     | Willem Coertzen  | RSA  | 4,00     |

| Platz | Athletin          | Land | Höhe (m) |
| ----- | ----------------- | ---- | -------- |
| 1     | Leila Ben Youssef | TUN  | 4,00     |
| 2     | Nisrine Dinar     | MAR  | 3,80     |
| 3     | Laetitia Berthier | BUR  | 3,70     |

### Diskuswurf
| Platz | Athlet        | Land | Weite (m) |
| ----- | ------------- | ---- | --------- |
| 1     | Hannes Hopley | RSA  | 56,98     |
| 2     | Yasser Farag  | EGY  | 56,06     |
| 3     | Nabil Kiram   | MAR  | 52,99     |

| Platz | Athletin       | Land | Weite (m) |
| ----- | -------------- | ---- | --------- |
| 1     | Elizna Naudé   | RSA  | 55,34     |
| 2     | Suzanne Kragbé | CIV  | 49,52     |
| 3     | Simoné du Toit | RSA  | 47,10     |

### Kugelstoßen
| Platz | Athlet              | Land | Weite (m) |
| ----- | ------------------- | ---- | --------- |
| 1     | Abdu Moaty Moustafa | EGY  | 18,06     |
| 2     | Yasser Farag        | EGY  | 17,39     |
| 3     | Janus Robberts      | RSA  | 16,44     |

| Platz | Athletin           | Land | Weite (m) |
| ----- | ------------------ | ---- | --------- |
| 1     | Vivian Chukwuemeka | NGR  | 17,50     |
| 2     | Kasey Onmuchekwa   | NGR  | 16,29     |
| 3     | Veronica Abrahamse | RSA  | 16,00     |

### Hammerwurf
| Platz | Athlet             | Land | Weite (m) |
| ----- | ------------------ | ---- | --------- |
| 1     | Chris Harmse       | RSA  | 77,72 (C) |
| 2     | Mostafa el-Gamel   | EGY  | 69,70     |
| 3     | Ahmed Abd El Raouf | EGY  | 68,15     |

| Platz | Athletin      | Land | Weite (m) |
| ----- | ------------- | ---- | --------- |
| 1     | Marwa Hussein | EGY  | 62,26     |
| 2     | Florence Ezeh | TOG  | 61,26     |
| 3     | Funke Adeoye  | NGR  | 57,02     |

### Speerwurf
| Platz | Athlet             | Land | Weite (m) |
| ----- | ------------------ | ---- | --------- |
| 1     | Mohamed Ali Kbabou | TUN  | 74,20     |
| 2     | Kenechukwu Ezeofor | NGR  | 72,53     |
| 3     | Sammy Keskeny      | KEN  | 69,84     |

| Platz | Athletin        | Land | Weite (m) |
| ----- | --------------- | ---- | --------- |
| 1     | Sunette Viljoen | RSA  | 55,17     |
| 2     | Lindy Leveaux   | SEY  | 52,92     |
| 3     | Hana’a Omar     | EGY  | 52,32     |

### 4-mal-100-Meter-Staffel
| Platz | Land                                                                         | Zeit (s)  |
| ----- | ---------------------------------------------------------------------------- | --------- |
| 1     | Südafrika Hannes Dreyer Corné du Plessis Sergio Mullins Thuso Mpuang         | 38,75 (C) |
| 2     | Ghana Togoh Victor Akrong Allah Laryea Seth Amoo Eric Nkansah                | 40,30     |
| 3     | Kamerun Idrissa Adam François Belinga Alain Olivier Nyounai Joseph Batangdon | 40,60     |

| Platz | Land                                                                     | Zeit (s) |
| ----- | ------------------------------------------------------------------------ | -------- |
| 1     | Nigeria Endurance Ojokolo Gloria Kemasuode Susan Akene Oludamola Osayomi | 43,79    |
| 2     | Ghana Gifty Addy Elizabeth Amolofo Esther Dankwah Vida Anim              | 44,12    |
| 3     | Südafrika Tsholofelo Thipe Isabel le Roux Christine Ras Geraldine Pillay | 44,28    |

### 4-mal-400-Meter-Staffel
| Platz | Land                                                                     | Zeit (min) |
| ----- | ------------------------------------------------------------------------ | ---------- |
| 1     | Südafrika Pieter Smith Ockert Cilliers Sibusiso Sishi L. J. van Zyl      | 3:03,58    |
| 2     | Sudan Rabah Yousif Nagmeldin Ali Abubakr Ahmad Ismail Abubaker Kaki      | 3:04,00    |
| 3     | Senegal Mamadou Kassé Hann El Hadji Sethe Mbow Mamadou Gueye Nouha Badji | 3:05,93    |

| Platz | Land                                                            | Zeit (min) |
| ----- | --------------------------------------------------------------- | ---------- |
| 1     | Nigeria Oluoma Nwoke Folashade Abugan Endurance Abinuwa Joy Eze | 3:30,07    |
| 2     | Kenia Florence Wasike Charity Wandia Joy Sakari Pamela Jelimo   | 3:37,67    |
| 3     | Senegal Fatou Diabaye Mame Fatou Faye Maty Salame Souma Fatou   | 3:38,42    |

### Zehnkampf/Siebenkampf
| Platz | Athlet          | Land | Punkte |
| ----- | --------------- | ---- | ------ |
| 1     | Larbi Bourrada  | ALG  | 7574   |
| 2     | Willem Coertzen | RSA  | 7374   |
| 3     | Boualem Lamri   | ALG  | 6919   |

| Platz | Athletin          | Land | Punkte |
| ----- | ----------------- | ---- | ------ |
| 1     | Patience Okoro    | NGR  | 4906   |
| 2     | Florence Wasike   | KEN  | 4867   |
| 3     | Nadege Essama Foe | CMR  | 4470   |

## Medaillenspiegel
| Medaillenspiegel Endstand nach 44 Entscheidungen | Medaillenspiegel Endstand nach 44 Entscheidungen | Medaillenspiegel Endstand nach 44 Entscheidungen | Medaillenspiegel Endstand nach 44 Entscheidungen | Medaillenspiegel Endstand nach 44 Entscheidungen | Medaillenspiegel Endstand nach 44 Entscheidungen |
| Platz                                            | Land                                             | Gold                                             | Silber                                           | Bronze                                           | Gesamt                                           |
| ------------------------------------------------ | ------------------------------------------------ | ------------------------------------------------ | ------------------------------------------------ | ------------------------------------------------ | ------------------------------------------------ |
| 1                                                | Südafrika                                        | 12                                               | 2                                                | 8                                                | 22                                               |
| 2                                                | Nigeria                                          | 7                                                | 7                                                | 5                                                | 19                                               |
| 3                                                | Äthiopien                                        | 6                                                | 6                                                | 3                                                | 15                                               |
| 4                                                | Kenia                                            | 5                                                | 5                                                | 6                                                | 16                                               |
| 5                                                | Algerien                                         | 2                                                | 4                                                | 1                                                | 7                                                |
| 6                                                | Ägypten                                          | 2                                                | 3                                                | 2                                                | 7                                                |
| 7                                                | Marokko                                          | 2                                                | 2                                                | 2                                                | 6                                                |
| 8                                                | Botswana                                         | 2                                                | 1                                                | 1                                                | 4                                                |
| 9                                                | Tunesien                                         | 2                                                | 0                                                | 1                                                | 3                                                |
| 10                                               | Sudan                                            | 1                                                | 3                                                | 0                                                | 4                                                |
| 11                                               | Kamerun                                          | 1                                                | 1                                                | 4                                                | 6                                                |
| 12                                               | Senegal                                          | 1                                                | 0                                                | 2                                                | 3                                                |
| 13                                               | Guinea                                           | 1                                                | 0                                                | 0                                                | 1                                                |
| 14                                               | Ghana                                            | 0                                                | 3                                                | 0                                                | 3                                                |
| 15                                               | Mauritius                                        | 0                                                | 2                                                | 0                                                | 2                                                |
| 16                                               | Elfenbeinküste                                   | 0                                                | 1                                                | 1                                                | 2                                                |
| 16                                               | Mali                                             | 0                                                | 1                                                | 1                                                | 2                                                |
| 18                                               | Mosambik                                         | 0                                                | 1                                                | 0                                                | 1                                                |
| 18                                               | Seychellen                                       | 0                                                | 1                                                | 0                                                | 1                                                |
| 18                                               | Togo                                             | 0                                                | 1                                                | 0                                                | 1                                                |
| 21                                               | Namibia                                          | 0                                                | 0                                                | 3                                                | 3                                                |
| 22                                               | Burkina Faso                                     | 0                                                | 0                                                | 2                                                | 2                                                |
| 23                                               | Burundi                                          | 0                                                | 0                                                | 1                                                | 1                                                |
| 23                                               | Sambia                                           | 0                                                | 0                                                | 1                                                | 1                                                |